# Charlie Weimers
Charlie Andreas Weimers (ur. 12 listopada 1982 w Hammarö) – szwedzki polityk i samorządowiec, poseł do Parlamentu Europejskiego IX i X kadencji.

## Życiorys
Z wykształcenia politolog, kształcił się na Uniwersytecie w Karlstad. Działał w ugrupowaniu Chrześcijańskich Demokratów, w latach 2008–2011 przewodniczył KDU, organizacji młodzieżowej tego ugrupowania. Był też wiceprzewodniczącym YEPP, młodzieżówki Europejskiej Partii Ludowej. Od 2002 do 2014 związany z samorządem gminy Hammarö. Był radnym, przewodniczącym frakcji chadeków (od 2006) i członkiem miejskiej egzekutywy (od 2010). Był współpracownikiem ministra Görana Hägglunda, od 2014 do 2018 pełnił funkcję dyrektora gabinetu europosła Larsa Adaktussona.
W 2018 opuścił swoje ugrupowanie, po czym dołączył do Szwedzkich Demokratów. W 2019 z ramienia tej formacji uzyskał mandat eurodeputowanego IX kadencji. Z powodzeniem ubiegał się o poselską reelekcję w 2024.